# Távmunka
A munka törvénykönyve szerint a „távmunkavégzés a munkáltató telephelyétől elkülönült helyen rendszeresen folytatott olyan tevékenység, amelyet számítástechnikai eszközzel végeznek és eredményét elektronikusan továbbítják”.

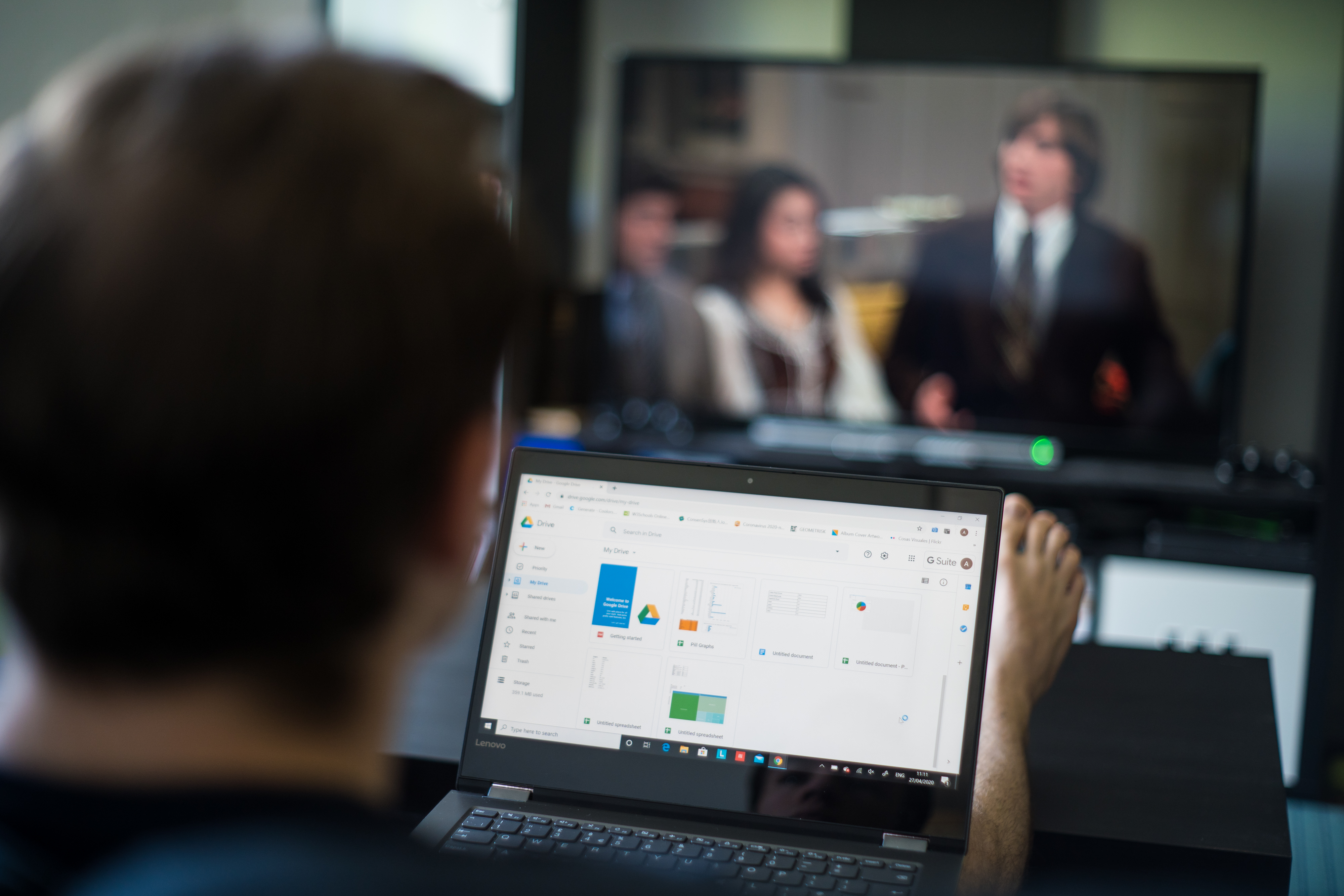
Egy férfi a laptopján dolgozik az otthonában

A távmunka alkalmazási területe mindazonáltal jóval tágabb, mint amit a jogalkotó kijelölt. Távoli helyről történő munkavégzés egyéb foglalkoztatásra irányuló jogviszonyok esetében is elképzelhető (pl. megbízás, vállalkozás).
Főleg a koronavírus-járvány kitörése óta a magyar köznapi nyelvben elterjedt a home office, mint az otthon végzett munkavégzésre utaló, angol nyelvből átvett kifejezés.

## Fogalma

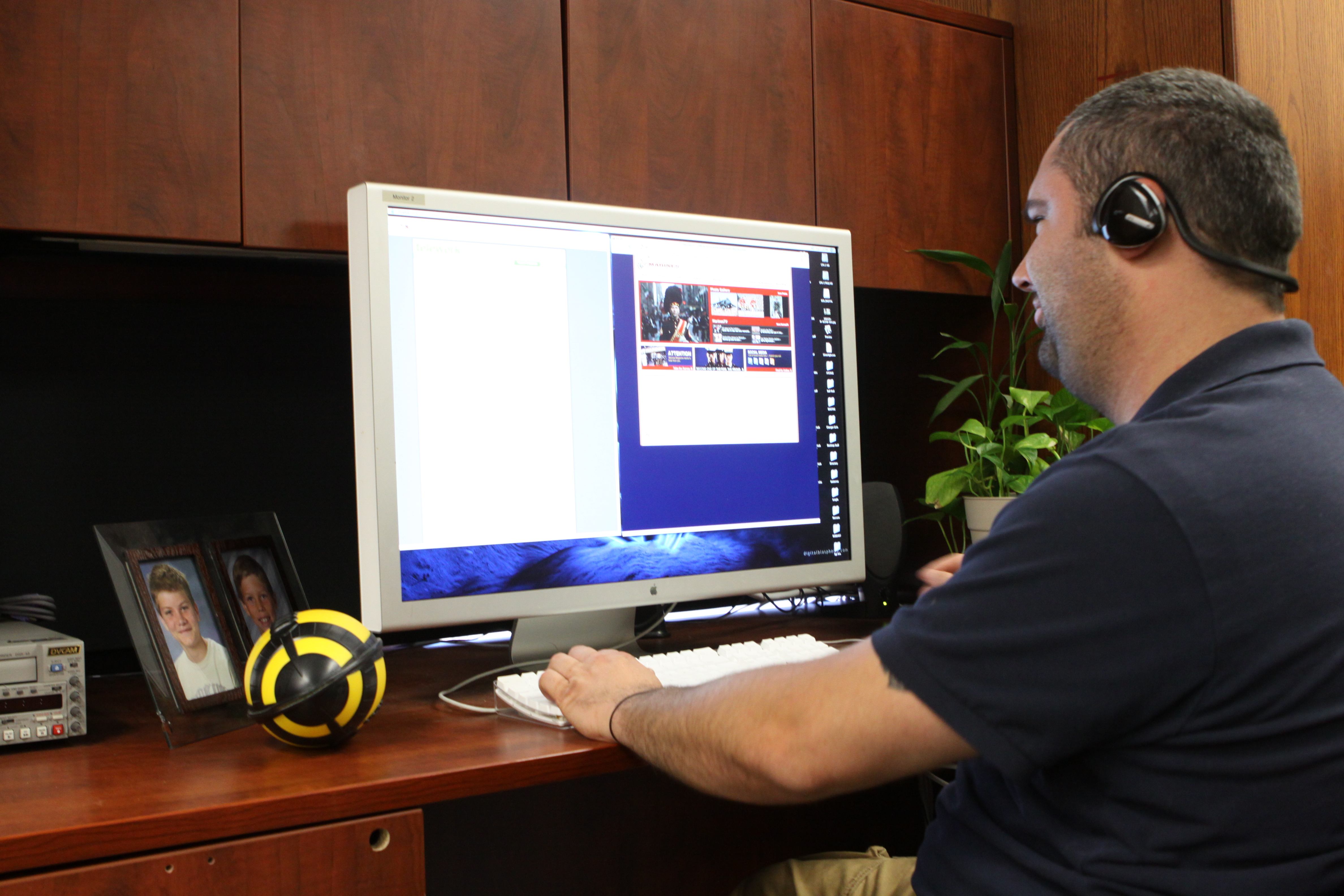
Amerikai tengerészgyalogos otthonról dolgozik

A munkavégzés az ipari társadalomban kialakult és szokásos rendje és kerete rendszerint térben, időben és szervezetben az élet más tevékenységeitől elkülönülten folyó tevékenység.
Az iparosítás feltételei, a gyári munka keretei alakították ki, s a termelés anyag- és technológiaigénye, a szervezeti formák fellazulása újfajta kereteket, munkaszervezeteket és munkaszervezési formákat tesz lehetővé, a foglalkoztatás és a munkaszervezés, munkavégzés hagyományos formái – a modern információs technológiák egyre szélesebb körben történő alkalmazásának következtében – jelentős változáson mennek keresztül.
A napi 8 órában történő munkavégzési formát egyre gyakrabban váltják a foglalkoztatás rugalmasabb és a hagyományostól eltérő lehetőségei.
A foglalkoztatás atipikus formái – a részmunkaidős foglalkoztatás, a megosztott munkaidőben történő foglalkoztatás, a határozott (projekt) időtartamra történő foglalkoztatás, a munkaerő kölcsönzés, a tranzit foglalkoztatás, az önfoglalkoztatás és a távmunka – napjainkban az Európai Unióban és hazánkban egyaránt a foglalkoztatáspolitika egyik folyamatosan erősödő, a foglalkoztathatóságot javító eszközévé vált.
A hagyományos formák mellett tért hódító atipikus munkavállalási formák terjedése szükségessé tette a jogi keretek közötti szabályozását is.

## A munka szervezésének fejlődése
A távmunkával összefüggésbe hozható első alapvetéseket Max Weber (1864–1920) fogalmazta meg „Gazdaság és társadalom” című összefoglaló művében.
Weber szerint a cselekvés lehet:
- célracionális
- értékracionális
- affektív
- tradicionális.

Weber „A protestáns etika és a kapitalizmus szelleme” című műve a nyugati kultúra racionalizálódásának folyamataival, a kapitalista termelés és a bürokratikus jogrendszer, illetve államigazgatás kialakulásával foglalkozik.
- Frederick Winslow Taylor elmélete szerint „eddig a személyiség (ember) állt a középpontban, a jövőben a rendszer lesz az elsődleges”,
- a fizikai és szellemi munkát szét kell választani,
- a munkás nem több, mint a gép tartozéka, eszköz a végrehajtásban,
- a munkásokat pályaalkalmassági vizsgálatok alapján kell kiválasztani, mindenkit képességeinek, képzettségének megfelelő legmagasabb szintű feladattal kell megbízni. Nevéhez fűződik a teljesítményrendszer fogalma. Taylor ellenzi a csoportmunkát.

Társai:
- Emerson', a technológiai előírások, szabványosítás atyja;
- Frank és Lillan Gilbrecht: Mozdulatelemzés. Folyamatok egyszerűsítése, kiiktatása.
- Henry Gantt később a munkafolyamatok és az elvégzéséhez szükséges idő közötti összefüggéseket vizsgálja. A róla elnevezett Gantt-diagram szinte minden pályázat kötelező elemét képezi.
- Jack Nilles, a távmunka atyja megfogalmazásában: „A munka utazik.”
- Gil Gordon távmunka-szakértő szerint „Mindenkinek önmagának kell eldöntenie, hogy életében indokolt-e a távmunka választása – abban az esetben például, ha valakinek elegendő ösztönzést ad munkájához saját belső motivációja, nagy az önfegyelme, és nem túl nagy a társaság igénye, a távmunka valóban testre szabott, jó választás lehet.”

1997-ben került sor a részmunkaidő szabályozására, majd az Európai Bizottság 2002-ben – a szociális partnerekkel kötött megállapodásban – a távmunkát olyan munkaszervezési és/vagy munkavégzési formaként definiálta, amely a számítástechnikát munkaviszony keretei között veszi igénybe, illetve ahol a munkát – amely a munkaadó telephelyén is megszervezhető lenne – a munkavállalók attól rendszeresen távol végzik. Távmunkavállalónak pedig az a személy tekinthető, aki e meghatározásnak megfelelő keretekben IKT (információ- és kommunikációs technológiai) eszközökkel – magyarul az információs és kommunikációs technológia eszközeivel végzi a munkáját.
A szociális partnerek a távmunkát mint a munkaszervezés olyan korszerűsítési lehetőségeként értelmezték, amely a vállalatok és az állami szolgáltató intézmények számára egyaránt alkalmazhatnak. A munkavállalók a távmunka segítségével munkájukat, valamint családi, közösségi (társadalmi) kötelezettségeiket összhangba hozhatják, miközben nagyobb függetlenséget élveznek feladataik elvégzésében.
A szociális partnerek célja, hogy a társadalom széles rétegeit ösztönözze a munkaszervezés ezen új típusú formáinak alkalmazására olyan módon, hogy a rugalmasság és a biztonság együtt járjon a munkavégzés minőségének javulásával, egyben a foglalkoztathatóság növelésével, amely lehetőséget teremt a hátrányos helyzetű munkavállalói csoportok, így a megváltozott munkaképességűek elhelyezkedési esélyeinek növelésére is.
A szociális partnerek által megkötött távmunkára vonatkozó megállapodás azért jött létre, hogy európai szinten olyan általános feltételrendszer jöjjön létre, melyet az aláírók saját, a vállalatvezetés és a munkaerő-gazdálkodás területén alkalmazott nemzeti eljárásaik és gyakorlatuk szerint valósítanak meg.
Az aláírók – a 2002-ben még csak tagjelölt országokban működő – tagszervezeteiket is arra ösztönözték, hogy saját jogrendszerük keretein belül szerezzenek érvényt a távmunka megállapodásban megfogalmazott alapelveknek.

## A távmunka fontosabb jellemzői

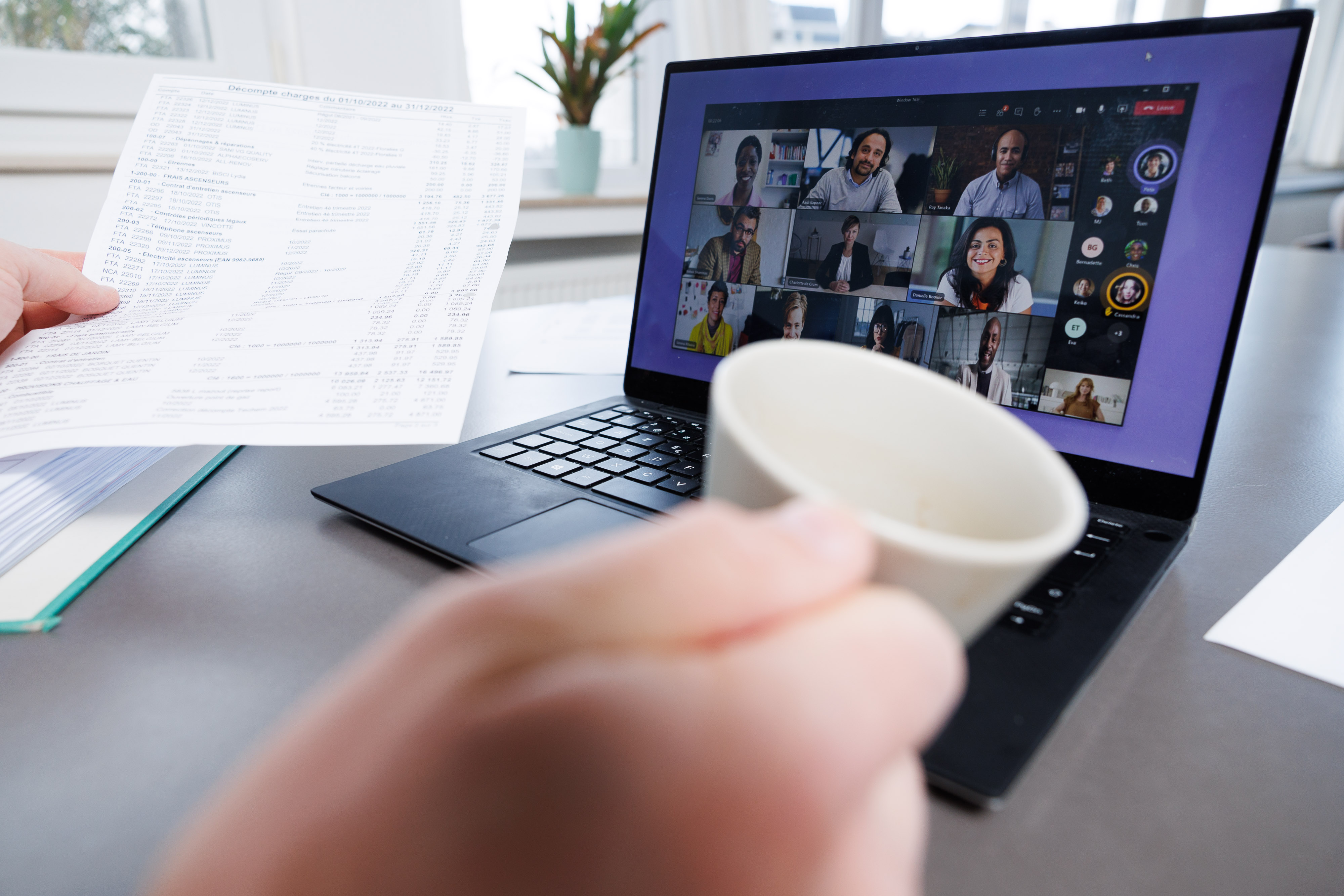
Online lefolytatott megbeszélés

A távmunka alkalmazása mind a munkavállaló, mind a munkaadó számára egyaránt önkéntes jellegű. A távmunkavégzés feltételeit a munkavállaló eredeti munkaköri leírásában is meg lehet jelölni, de önkéntes alapon később is választható konstrukció. Mindkét esetben a munkaadó látja el a távmunkavállalót a szükséges írásos információval a 91/533/EGK irányelv – illetve az azt átültető nemzeti jogszabályok – alapján, beleértve a hatályos kollektív szerződésekről szóló információt és az elvégzendő munka, stb. leírását is.
Amennyiben a távmunka nem része az eredeti munkaköri leírásnak, és a munkaadó ajánlatot tesz a távmunkára, azt a munkavállaló elfogadhatja vagy visszautasíthatja. Ha a munkavállaló fejezi ki abbeli szándékát, hogy távmunka keretei között dolgozzon, a munkaadó elfogadhatja vagy visszautasíthatja e szándékot.
A távmunka végzés a munkavállaló munkajogi státuszát nem változtatja meg. A távmunkának a munkavállaló általi visszautasítása önmagában nem lehet oka annak, hogy a munkaadó az adott munkavállaló munkaviszonyát megszüntesse, vagy annak feltételeit megváltoztassa.
A foglalkoztatás feltételeinek tekintetében a távmunkavállalókra ugyanazok a törvényben (és kollektív szerződésben) biztosított jogok vonatkoznak, mint a hagyományos munkaköröket betöltő, a munkaadó telephelyén foglalkoztatott munkavállalókra. A távmunka sajátosságai miatt azonban szükségessé válhatnak kiegészítő kollektív és/vagy egyéni megállapodások.
A munkaadó felelős a távmunkavállaló által (munkakörében) használt és feldolgozott adatok védelmének biztosításáért. A munkaadónak tájékoztatnia kell a munkavállalót az adatvédelemmel kapcsolatos vállalati/intézményi szabályzatról.
A munkaadónak tiszteletben kell tartania a távmunkavállaló magánéletét. Amennyiben a munkaadó a távmunkás jelenlétét online vizuális eszközökkel kívánja ellenőrizni, úgy az intézkedésnek összhangban kell állnia a képernyő előtt végzett munka biztonsági és egészségvédelmi minimumkövetelményeiről szóló 90/270/EGK irányelv – illetve az azt átültető nemzeti jogszabályok – rendelkezéseivel.
A munkaadó felelős a rendszeres távmunka végzéséhez szükséges eszközök biztosításáért, üzembe helyezéséért és karbantartásáért, hacsak a távmunkavállaló nem a saját eszközeit használja. A munkaszerződésben lehetőség van annak szabályozására – ha a távmunkát rendszeresen végzik –, hogy a munkaadó ellentételezze, vagy fedezze a munkavégzéssel, így különösen az adattovábbítással/kommunikációval felmerülő költségeket.
A munkaadó megfelelő színvonalú technikai háttérszolgáltatást biztosít a munkavállalónak. A munkavállaló által használt eszközökben vagy adatokban keletkezett esetleges veszteség vagy kár költsége a nemzeti törvények és a kollektív szerződések szerint a munkaadót terhelik. A távmunkavállaló megfelelően karbantartja a számára biztosított eszközöket, és segítségükkel az Internetről nem gyűjt, és azon nem terjeszt jogellenes anyagokat.
A távmunkavállalóknak a munkavállaló telephelyén dolgozó munkavállalókkal azonos jogosultságaik vannak. Tilos bármely akadályt gördíteni a munkavállalói képviselővel való kommunikáció útjába. Azonos feltételek vonatkoznak rájuk a munkavállalói érdekképviseleti szervek választásaiban való részvétel, és az e választásokon való megválaszthatóság, illetve érdekképviselet igénybevétele kapcsán.
A távmunkavállalók is beleszámolandók a munkavállalói érdekképviselettel rendelkező testületek céljaira történő küszöbértékek meghatározásába az európai és nemzeti törvények, kollektív szerződések, illetve a vonatkozó gyakorlat alapján. Az a szervezet, melyhez a távmunkavállaló kollektív jogainak érvényesítése céljából tartozik, a munkaviszony kezdetekor határozandó meg. A munkavállalói képviselőket a távmunka rendszerének bevezetésekor tájékoztatni kell, és velük konzultálni kell az európai és nemzeti törvények, kollektív szerződések, illetve a vonatkozó gyakorlat alapján.
A távmunkavállalóknak a munkaadó telephelyén hozzájuk hasonló munkavállalókkal azonos képzési és szakmai előmeneteli lehetőségeket kell biztosítani, és munkájukra ezen munkavállalókkal azonos értékelési rendszer vonatkozik. A távmunkavállalóknak megfelelő képzést kell biztosítani, mely az általuk használt eszközök alkalmazására és a munkaszervezés ezen formájának sajátosságaira irányul. A távmunkavállaló elöljárójának és közvetlen munkatársainak is lehet szüksége képzésre ezen munkaformával és annak irányításával kapcsolatban.

### Digitális nomád

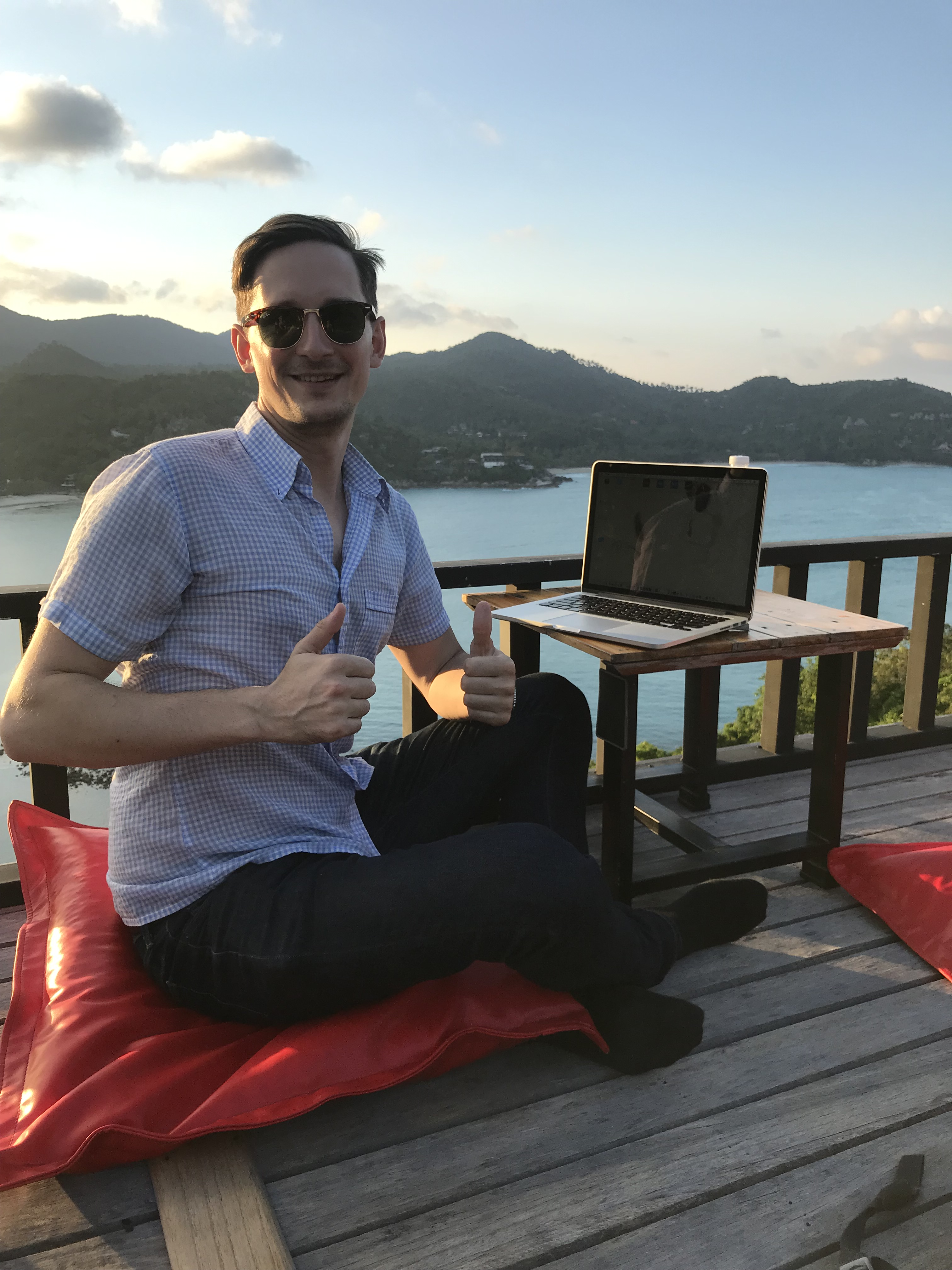
Digitális nomád

A digitális nomád olyan, többnyire valamilyen távmunkát végző személy, aki nagy tudású eszközzel/eszközökkel (pl.okos telefon, tablet, laptop, okos karóra, okos autó stb.) és piacképes emberi tudással rendelkezve modern vándorként éli az életét, miközben munkáltatójával folyamatos kapcsolatot tart és elvégzi a munkaszerződésében szereplő tevékenységet. Végezheti vállalkozóként és alkalmazottként is a munkát. 
Néhány foglalkozás, amelyet digitális nomádként lehet űzni:
- utazó fotós
- tudósító
- értékesítési ügynök, másként mozgó eladó
- piackutató
- üzleti hírszerző (elemző)
- hivatásos hírszerző (hírszerzés) stb.
- Ipari kém kémkedés (bűncselekmény)- büntetőjogi fogalom.[9]

## Munkajog és munkaszervezés
A távmunka alapvetően a munkaszervezés modern, költségtakarékos formája. A magyar jogrendszerben konkrét szabályozást a munka törvénykönyvének 196–197. §-a tartalmaz a távmunkáról.
Távmunkát végezni azonban megbízásos jogviszonyban, vagy vállalkozóként is lehet. Lényeges, hogy a munkavégzés a jogszabályoknak megfelelően, átlátható, ellenőrizhető (szerződéses) keretek között történjen.
Nem nevezhető távmunkának, de még vállalkozói tevékenységnek sem, a különböző informatikai támogatással végzett hálózatépítésre, a jogszabályokba ütköző „spam” levelek küldésére, vagy az úgynevezett „klikkelésre” irányuló tevékenység.
A távmunka nem speciális tevékenység, és nem foglalkozás. Távoli helyről munkakörök, pozíciók tölthetőek be, – ezek azonban minden esetben konkrét szaktudást, munkatapasztalatot, ismeretet feltételeznek.
Hagyományosan távmunkában, illetve távoli helyről végezhető tevékenység a programozás, az adatbázis-feltöltés, a honlapkészítés, az adminisztrátori, leírói, fordítói tevékenység. A távoli helyről történő munkavégzés lehetősége azonban a gazdaság egyre több ágában van jelen: kutatók, tervezők, mérnökök, statisztikusok, elemzők, tervező mérnökök végzik napi munkájukat egyre gyakrabban a cég, intézmény székhelyétől fizikailag távol eső helyről. Napjainkban egyre jelentősebb szerepet töltenek be a különböző távfelügyeleti, vagy tanácsadói tevékenységek. Válsághelyzetek és katasztrófa körülmények kezelésére, az állam és az intézményrendszer működésének fenntartására egyre gyakrabban alkalmazzák a távoli helyről történő munkaszervezést a közszférában is.
A távmunka-végzés színtere lehet:
- otthoni munkahely
- közösségi munkahely (szatellit iroda, távmunka ház, távmunka központ)
- mobil munkahely.

Munkahelynek nem minősülő, munkavégzésre alkalmas hely lehet:
- teleház
- hotspot, wi-fi pont
- e-Magyarország pont

## A távmunka elterjedtsége
Az USA-ban az összes foglalkoztatott 24%-a, az Európai Unióban az aktív munkavállalók 13%-a dolgozik távmunka módszerrel. Az Unió egyes tagországaiban – a földrajzilag északabbra elhelyezkedő országoktól dél felé haladva – igen jelentősek az átlagtól való eltérések. Hollandiában 26%, Finnországban 22%, míg Franciaországban valamivel 6% felett, Spanyolországban kevéssel 5% alatti a távmunka részesedése a munkaerőpiacon.

## A távmunka hazai története
Hazánkban államilag is támogatott formában elsőként a Távmunka Kht. foglalkozott a távmunka kultúra megteremtésével. Részben ezzel párhuzamosan az In-Forrás XXI. Kht.-ban is megjelentek a távmunka szervezésére vonatkozó kormányzati törekvések.
2002-ben mindkét közhasznú társaság felszámolás útján megszűnt, feladatkörüket részben a Budapesti Munkaerőpiaci Intervenciós Központ, részben pedig a Foglalkoztatási és Szociális Hivatal vette át.
A kormányzati törekvésekkel összhangban civil szervezetek is alakultak a távmunka kultúra, e-kultúra és a foglalkoztatás hagyományostól eltérő formáinak fejlesztésére.
2000-ben alakult meg az I-WORK Internetes Munkavégzést Támogató Közhasznú Alapítvány, amely az internetes kultúra egyik legnagyobb innovációs tudásközpontja kívánt lenni, de szakmai erőforrás hiányában ez a törekvés elhalt. A foglalkoztatás fejlesztését szem előtt tartó csoportok a Magyar Távmunka Szövetség megalakulását ösztönözték.
2004-ben jött létre a Magyar Távmunka Szövetség, amely megalakulásával szakmai célok megvalósítását próbálta meg elérni.
Később a Magyar Tartalomipari Szövetség (MATISZ) is csatlakozott az internetes társadalom, a távmunka és az elearning szervezéséhez és összefogásához az információ szolgáltatása területén tevékenykedő tagok szakmai, jogi és etikai szempontú egyeztetéséhez és képviseletéhez.

## Pályázatok, konferenciák
Magyarországon 2002. novemberében került sor az I. Országos Távmunka Konferencia Megrendezésére. Akkor – az aktív munkavállalók körében – az 1%-ot sem érte el a távmunkában foglalkoztatottak aránya. Az I. Országos Távmunka Konferencián az „Esélyt a jövőnek” című kormányprogram keretében meghirdetett I. Távmunka pályázat keretében 1371 új távmunkás munkahelyet hoztak létre.
A tapasztalatok alapján 2004-ben ismét meghirdették a távmunka pályázatot, amelynek eredményeképpen 103 pályázó szervezet részesült támogatásban. Ezek a gazdasági társaságok és intézmények 782 új távmunkás munkahely kialakításával járultak hozzá az atipikus foglalkoztatási formák magyarországi elterjedéséhez.
Azóta a tárca minden évben meghirdeti a távmunka pályázatot. A minisztérium támogatásával hat év alatt összesen 5019 új otthoni és közösségi környezetben kialakított munkahely jött létre. E támogatási programok keretében a tárca – bér és járulék támogatásra, valamint képzésre összesen – 2,5 milliárd forintot fordított.
A támogatási programok sikerességét jelzi, hogy a távmunkában foglalkoztatottak számaránya a 2002-ben mért adatokhoz képest megnégyszereződtek. Magyarországon mára minden tizedik nagyvállalat alkalmaz távmunkást, és a munkavállalók jelentős csoportja – 160 ezer fő – végezhet munkát távoli helyről a számítástechnika modern eszközeinek használatával.
Annak ismeretében, hogy a távmunka végzéséhez szükséges infrastruktúrális feltételek – különösen az adatátvitelhez és a kommunikációhoz nélkülözhetetlen széles sávú internet-elérés – a szélesebb rétegek, kisebb vállalkozások számára csupán néhány éve váltak megfizethetővé, ez az arány jónak mondható.
A 2007-2013 közötti időszak végére e munkavégzési forma esetében az uniós átlaghoz való felzárkózás a cél, amely hozzávetőlegesen 160 ezer újabb távmunkás munkahely kialakítását jelenthetii.
A távmunka fogalmának ismertsége, elfogadottsága és megbecsültsége is növekedett az elmúlt évek során. Manapság már nincsen olyan területe a gazdaságnak, ahol ne alkalmaznák a távmunkát. A klasszikus informatikai és számítástechnikai szakmák mellett mérnökök, kutatók, elemzők, statisztikusok, tervezők, tanácsadók végezik napi munkájukat a munkaadó székhelyétől földrajzilag távol eső távmunkahelyről.
Mára az infokommunikációs technológia lehetőséget ad a távmunka összetettebb, csoportmunkát (telekooperációt) igénylő elvégzésére is. Ehhez hazánkban is egyre gyakrabban használnak mobil számítástechnikai eszközöket.
A versenyképes gazdaság megteremtése azt igényli, hogy az ország jelentős gazdasági potenciálú területein és az elmaradott térségekben egyaránt támogassuk új vállalkozások létrehozását, az új technológiák elterjesztését, az együttműködési lehetőségek kihasználását, ami által javul a vállalkozások működési hatékonysága, jövedelemtermelő képessége, és így további új munkahelyek keletkezhetnek.

## Külső linkek
- HRpotral.hu > Távmunka
- Magyar Távmunka Szövetség – tavmunka.org